# Zählbarkeit (Grammatik)
Zählbarkeit ist in der Grammatik eine Eigenschaft von Substantiven: In der Sprachwissenschaft können diese danach klassifiziert werden, ob sie ‚zählbar‘ sind oder nicht.  Substantive gelten als zählbar, wenn sie formalgrammatisch dazu befähigt sind, einen Plural zu bilden. Als Gegenteil gelten nicht zählbare Substantive, die sich wiederum nach Konkreta (wie „Fleisch“ oder „Blei“) und Abstrakta (wie „Liebe“) unterteilen lassen.

## Begriffsklärung
Im Prinzip können außersprachliche Entitäten beschrieben werden als diskret zählbar (Anzahl) oder nicht-diskrete Vielheit (Masse). Das Adjektiv ‚zählbar‘ bezieht sich dabei nicht auf ‚Substantiv‘ (z. B. das Wort „Haus“), sondern bedeutet – gemäß Duden 2005 – „wenn sich das durch das Substantiv bezeichnete Objekt zählen lässt“, im Beispiel also Haus/Häuser. 
Zählbares Substantiv heißt in der Sprachwissenschaft ein Substantiv, das mit Numeralia (Zahlwörtern wie zwei, drei, vier) oder anderen Quantifikatoren (einige, jedes, manches, mehrere) kombiniert werden kann und von dem es in der Regel bzw. „vereinfacht formuliert“ eine Singular- und Pluralform gibt. Zählbare Substantive konzeptualisieren ihre Referenten insofern als diskrete, deutlich abgrenzbare Einheiten, während zum Beispiel Stoffnamen (engl. mass nouns) dies nicht tun. 

### Zählbarkeit in der deutschen Sprache
Die Zählbarkeit bestimmt gem. Duden Regel 442, „dass Substantive im Singular, wenn sie zählbar sind, ‚grundsätzlich‘ ein Artikelwort bei sich haben und dass Substantive ohne Artikel eine deutliche Ausnahme bilden“.
Zählbare und nicht zählbare Substantive können, wie an folgendem Beispiel deutlich wird, nicht prinzipiell lexikalisch unterschieden werden, diese Art der Determination wird durch die Anwendung des Artikels bestimmt: Dieser hat für Stoffnamen in der Regel die Nullform, für Stücknamen dagegen eine Form der Quantifikation, im Singular oder Plural; man vergleiche:
```
(a) Gestern hatten wir 
Ø
 Känguru zum Abendessen.
(b1) Gestern hatten wir 
ein
 Känguru zum Abendessen.
(b2) Im Tierpark sind 
mehrere/zahlreiche/zwölf
 Kängurus zu besichtigen. 
```

Obwohl in diesen Sätzen dasselbe Substantiv als Objekt erscheint, referiert Känguru mit Nullartikel in (a) auf eine nicht-zählbare Masse (z. B. Fleisch), die aus mehreren Exemplaren der Gattung Känguru bestehen kann (aber nicht muss). In (b1) dagegen ist der Referent ein abgrenzbares und zählbares Exemplar, d. h. ein Känguru mit genau einem Kopf, Schwanz etc., bei (b2) eine grundsätzlich zählbare Menge an Kängurus. 
Weitere Beispiele (bei Kiss) zeigen, „dass das Konzept Wort möglicherweise nicht der richtige Ort für die Bestimmung des Konzepts Zählbarkeit ist, denn hier geht es ja nicht mehr um Worte per se, sondern um Worte mit einer bestimmten Interpretation.“

## Sonderfälle
Nichtzählbare Substantive, die eigentlich nicht diskret sind, können durch Wortkomposition oder Derivation zählbar gemacht werden: 
- Regen (unzählbar) → Regenguss (zählbar) → Plural: Regengüsse
- Rat (unzählbar) → Ratschlag (zählbar) → Plural: Ratschläge
- Streit (unzählbar) → Streitigkeit (zählbar) → Plural: Streitigkeiten